# Tandknotterskinn
Tandknotterskinn (Hyphodontia spathulata) är en svampart som först beskrevs av Heinrich Adolph Schrader, och fick sitt nu gällande namn av Erast Parmasto 1968. Hyphodontia spathulata ingår i släktet Hyphodontia och familjen Schizoporaceae.   Inga underarter finns listade i Catalogue of Life.
I den svenska databasen Dyntaxa används istället namnet Xylodon spathulatus för samma taxon.  Arten är reproducerande i Sverige.